# 나가타 마사요시
나가타 마사요시(일본어: 永田 雅宜, 1927–2008)는 일본의 수학자이다. 가환대수학에 공헌하였다.

## 생애
1927년 2월 9일 일본 아이치현 오부 시에서 태어났다. 1950년에 나고야 대학 수학과를 졸업하였다. 이후 교토 대학에 강사로 있다가, 1957년에 미국 하버드 대학교에 잠시 연구원으로 있었다.
1957년 7월에 교토 대학교 수학과 조교수가 되었다. 1958년에 에든버러 세계 수학자 대회 초대 강연을 맡았으며, 1963년 2월에 교토 대학 정교수가 되었다.
1990년 3월에 교토 대학에서 은퇴하였고, 오카야마 이과 대학(일본어: 岡山理科大学) 교수가 되었다. 1999년에 오카야마 이과 대학에서 은퇴하였다. 1999년에 효고현 다카정 야치요 구(일본어: 八千代区)의 소학교에서 수학을 가르쳤다.
2008년 8월 27일 교토시에서 쓸개암으로 인해 81세의 나이로 사망하였다.

## 저서
저서로는 다음이 있다.
- 永田雅宜; 秋月康夫 (1957). 《近代代数学》. 現代数学講座 (일본어). 共立出版. 
  - 《현대 대수학》
- 秋月康夫; 中井喜和, 永田雅宜 (1957). 《代数幾何学》. 現代数学講座 (일본어). 共立出版. 
  - 《대수기하학》
- Nagata, Masayoshi (1962). 《Local rings》. Interscience Tracts in Pure and Applied Mathematics (영어) 13. John Wiley & Sons. ISBN 0-88275-228-6. Zbl 0123.03402.
  - 《국소환》
- 永田雅宜 (1967). 《可換体論》 (일본어). 裳華房.
  - 《체론》
- 永田雅宜; 宮西正宜, 丸山正樹 (1972). 《抽象代数幾何学》 (일본어). 共立出版. 
  - 《추상 대수기하학》
- 永田雅宜 (1974). 《可換環論》 (일본어). 紀伊國屋書店.
  - 《가환환론》
- 永田雅宜; 吉田憲一 (1996). 《代数学入門》 (일본어). 培風館. 
  - 《대수학 입문》
- 永田雅宜 (2003). 《集合論入門》. 数学ライブラリー (일본어). 森北出版.
  - 《집합론 입문》
- 永田雅宜 (2004년 12월 1일). 《抽象代数への入門》 (일본어). 朝倉書店. ISBN 978-4-254-11701-1.
  - 《추상대수학 입문》
- 永田雅宜 (2007). 《群論への招待》 (일본어). 現代数学社. ISBN 978-4-7687-0371-7.
  - 《군론으로의 초대》

## 참고 문헌
- Maruyama, Masaki; Masayoshi Miyanishi, Shigefumi Mori, Tadao Oda (2009년 1월). “Masayoshi Nagata (1927–2008)” (PDF). 《Notices of the American Mathematical Society》 (영어) 56 (1): 58.